# Busto di Nicolas Poussin
Il busto di Nicolas Poussin è un'opera scultorea in marmo realizzata dall'artista fiammingo François Duquesnoy, intorno agli anni trenta del XVII secolo circa e attualmente esposto al Bode-Museum di Berlino. Nicolas Poussin era grande amico del Duquesnoy, nonché uno degli artisti di maggior spicco del classicismo francese del XVII secolo (sebbene egli abbia trascorso la maggior parte della sua carriera e vita a Roma).
La concezione artistica di Poussin e Duquesnoy era in contrasto con quella principale del Barocco, che trovava in Gian Lorenzo Bernini e Pietro da Cortona i suoi artisti di riferimento.

## Descrizione
Duquesnoy si trovò a stretto contatto con un notevole numero di artisti presenti nel contesto romano; tra questi, in particolar modo, proprio Poussin. I due condivisero persino la dimora nel 1626.
Duquesnoy produsse un piccolo busto per Poussin, dai dettagli finemente lavorati. La figura ha un'espressione melanconica, mentre l'elegante resa dei baffi e la composizione stessa rimandano fortemente al Nano di Crequi e al busto del cardinale Maurizio di Savoia, entrambi opera del Fiammingo. La fisionomia e la superficie della pelle sono rese con grande delicatezza, che quasi contrasta con i lunghi e ondulati capelli che incorniciano il viso del Poussin.